# Wedderburn
Pour les articles homonymes, voir Wedderburn (homonymie).
Wedderburn (1 249 habitants) est un village sur la Calder Highway au centre de l'État de Victoria à 214 km au nord de Melbourne. Il abrite le siège du comté de Loddon.
Une météorite de fer a été trouvée à proximité du village en 1951, la météorite de Wedderburn.